# مجلة هارفارد للقانون
مجلة هارفارد للقانون والتكنولوجيا هي مجلة قانونية نصف سنوية مفتوحة الوصول، أسست في كلية الحقوق بجامعة هارفارد عام 1988. هي مجلة تتناول جميع مواضيع قوانين تكنولوجيا المعلومات، بما في ذلك القضايا الدستورية، والملكية الفكرية، والتكنولوجيا الحيوية، وقانون الخصوصية، وقانون الحاسوب، والجرائم الإلكترونية، ومكافحة الاحتكار، وقانون الفضاء، والاتصالات، والإنترنت، والتجارة الإلكترونية. ووفقًا لتصنيف مجلة واشنطن آند لي للقانون، فهي المجلة القانونية التكنولوجية الأكثر استشهادًا بها والمجلة القانونية المتخصصة الأعلى تصنيفًا في الولايات المتحدة (من بين 1227 مجلة). وتصدر المجلة ملخصًا موجزًا قصيرًا للتطورات الأخيرة في جميع مجالات القانون والتكنولوجيا.
تستضيف المجلة خلال العام الدراسي محاضرات وحلقات نقاشية مخصصة لتعزيز المعرفة بالتكنولوجيا والقانون.

## وصلات خارجية
الموقع الرسمي 